# Gare de Tarascon
Gare de Tarascon – stacja kolejowa w Tarascon, w departamencie Delta Rodanu, w regionie Prowansja-Alpy-Lazurowe Wybrzeże, we Francji.
Jest stacją Société nationale des chemins de fer français (SNCF) obsługiwaną przez pociągi TER Provence-Alpes-Côte d’Azur.

## Historia
Odcinek linii od Awinionu do Marsylii został zaprojektowany 24 lipca 1843 przez Paulin Talabota. Sama stacja została otwarta 18 października 1847. Stacja była zarządzana przez Compagnie des chemins de fer de Paris à Lyon et à la Méditerranée (PLM).